# Ə̣́
Ə̣́ (minuscule : ə̣́), appelé schwa accent aigu point souscrit, est une lettre latine utilisée dans l’écriture du thompson.
Il s’agit de la lettre schwa diacritée d’un accent aigu et d’un point souscrit.

## Représentations informatiques
Le schwa accent aigu point souscrit peut être représenté avec les caractères Unicode suivants : 
- décomposé (latin étendu B, alphabet phonétique international, diacritiques) :

| formes    | représentations | chaînes de caractères | points de code       | descriptions                                                                     |
| --------- | --------------- | --------------------- | -------------------- | -------------------------------------------------------------------------------- |
| capitale  | Ə̣́               | Ə◌̣◌́                   | U+018F U+0323 U+0301 | lettre majuscule latine schwa diacritique point souscrit diacritique accent aigu |
| minuscule | ə̣́               | ə◌̣◌́                   | U+0259 U+0323 U+0301 | lettre minuscule latine schwa diacritique point souscrit diacritique accent aigu |

## Sources
- « How To Type nɬeʔkèpmxcín (Thompson River Salish) », MELTR. <http://www.meltr.org/Resources/Keyboards/ThompsonU.htm>